# Pitulice sfârâitoare
Pitulicea sfârâitoare (Phylloscopus sibilatrix), numită și pitulice verde sfârâitoare, pitulice verde mare, este o pasăre mică de pădure, migratoare, predominant insectivoră, din familia filoscopide. Este răspândită aproape în toată Europa și vestul Siberiei, arealul ei se întinde din Norvegia, Insulele Britanice și Franța spre est până în sud-centrul Siberiei și spre sud până în Italia, nordul Greciei, România, Republica Moldova, Ucraina și nord-vestul Caucazului. Iernează în pădurile tropicale din Africa subsahariană. Cuibărește în pădurile de foioase dese și umbroase cu copaci înalți aflate la șes sau la poalele munților, de obicei în pădurile de fag, stejar, carpen și castan, cu coronament des și subarboret rar sau absent. Poate fi însă întâlnită și în pădurile mixte de molid, arin, mesteacăn, pin sau uneori frasin. În Alpi cuibărește până la altitudinea de 1.300 m. În România este răspândită în pădurile de la șes și deal din întreaga țară, în Republica Moldova în pădurile insulare din raioanele de nord, în Codrii Centrali și în lunca Nistrului și Prutului. În România și Republica Moldova este o specie comună, populația din România a fost estimată la 250.000-700.000 de perechi cuibăritoare, iar cea din Republica Moldova la 4.000-6.000 de perechi cuibăritoare. Se aseamănă ca aspect general cu pitulicea mică, insă este mai mare. Are o lungime de 11-13 cm și o greutate de 6,4-15 g. Atinge în libertate longevitatea maximă de 10 ani și 2 luni. Sexele sunt asemănătoare și nu se pot diferenția după penaj. Părțile superioare sunt aproape în întregime verzi-gălbui-strălucitoare. Sprânceana este lungă, galben-deschisă, dunga de peste ochi la fel de lungă, dar îngustă, de culoare închisă, verde-măslinie. Obrazul, regiunea auriculară, bărbia, gâtlejul și partea superioară a pieptului galben-strălucitoare, restul părților inferioare pur albe. Aripile sunt brune. Marginile tectricelor supraalare mijlocii și mari și marginile remigelor aripilor sunt verzi-gălbui și contrastează cu steagurile interne a lor brun-închise, marginile remigelor terțiare sunt alb-gălbui. Irisul este brun-închis, mandibula superioară brună, mandibula inferioară roz-gălbuie; picioarele brune sau brun-gălbui. Cântecul obișnuit constă dintr-o serie de note "sip" ascendente și accelerate, urmate de un tril scurt, dar rapid, vibrant, sfârâitor și descendent, "sip sip sip sirrrrrrrrrrrrrrrrrrrrrrrr", ce durează circa 3 secunde. Se hrănește cu nevertebrate, mai ales cu insecte, dar consumă și păianjeni și moluște mici. Insectele sunt culese din frunziș sau capturate din zbor. Toamna hrana este completată cu fructe de mur, soc, coacăz, afin, prun și crușin. Este o specie folositoare ecosistemelor silvice deoarece consumă un număr considerabil de insecte fitofage. Este în general o specie monogamă, dar adesea poligamă. Teritoriul ocupat de o pereche este de până la 3,6 ha și este ales de către mascul și apărat de ambele sexe. Masculii atrag femelele prin zboruri în timpul cărora cântă. Când femela a depus primul ou, masculul își stabilește un al doilea teritoriu și încearcă să atragă o altă femelă, poligamia fiind comună la această specie. Locul cuibului este ales de către femelă, care construiește singură cuibul, de obicei în 3-4 zile, cuibul este sferic, cu intrare laterală, el este făcut din iarbă uscată, frunze uscate, tulpini de plante și fibre vegetale, bucăți de scoarță și căptușit cu păr de animale și fire fine de iarbă, cuibul este amplasat pe pământ, mai rar într-o adâncitură, uneori sub un copac căzut sau sub rădăcini. În România ponta este depusă de la sfârșitul lunii mai până la începutul lui iunie și este formată din 5-7 ouă albe cu pete maro-roșu închis, gri-purpuriu sau maro închis, mai numeroase și mai intens colorate la capătul rotund al oului. Incubația este asigurată numai de către femelă și durează 12-14 zile. Puii sunt îngrijiți de ambii părinți și părăsesc cuibul după 11-13 zile de la eclozare și sunt încă hrăniți cel puțin 2-3 zile după aceea de către adulți, până când aceștia învață să își procure singuri hrana. De obicei depune o singură pontă pe an, în centrul Franței depune uneori două ponte. Dacă prima pontă a fost distrusă de prădători sau de ploi abundente poate depune altă pontă de înlocuire.

## Denumirea
Denumirea latină Phylloscopus a genului, provine din cuvintele latine phyllo (din greacă phullon) = frunză + scopus (din greacă skopos) = cercetător, observator, examinator, căutător, deoarece acest gen include specii care își petrec o mare parte din timpul lor hrănindu-se în arbori "examinând frunzele". Denumirea latină a speciei sibilatrix provine din cuvântul latin sibilatrix = fluierător, șuierător, sibilant  (de la sibilare = a fluiera).
Denumirea română de pitulicea sfârâitoare arată că această pitulice are cântecul sfârâitor, asemănător cu zgomotul sfârâitor al unei monede care se rotește pe o placă de marmură sau cu zgomotul unei mașini de cusut.

## Taxonomia
Pitulicea sfârâitoare a fost descrisă sub denumirea științifică Motacilla Sibillatrix în 1792 de naturalistul german Johann Matthäus Bechstein în munții din Pădurea Turingia, Germania.
Este o specie monotipică (nedivizată în subspecii). Hibridizează rareori cu pitulicea de munte occidentală (Phylloscopus bonelli). Hibridizarea dinte pitulicea sfârâitoare și pitulicea de munte occidentală a fost confirmată recent și genetic, dar nu se știe dacă hibrizii bonelli × sibilatrix rezultați sunt fertili sau nu.
Dombrowski (1910) descrie 2 subspecii în România Phylloscopus sibilatrix sibilatrix și Phylloscopus sibilatrix erlangeri (Hartert, 1909). El menționează că Phylloscopus sibilatrix sibilatrix "Locuiește în toată Europa, dela 60° latitudine nordică până la Marea Mediterană; spre est până la munții Urali. Se mai găsește în Caucaz, Asia Mică, Palestina și Africa de Nord, în aceasta din urmă însă numai iarna. În Europa de Sud e cunoscută numai ca pasăre de pasaj. Clocește în Europa Centrală. La noi, pasăre rară de pasaj, dela finele lui Aprilie până la mijlocul lui Mai și în Septemvrie.". iar Phylloscopus sibilatrix erlangeri este o "Pasăre clocitoare în România și Bulgaria, în migrație în Africa de Nord." Însă subspecia Phylloscopus sibilatrix erlangeri (= Phylloscopus sibilator flavescens Erlanger, 1899) este sinonimizată cu subspecia Phylloscopus sibilatrix sibilatrix de mai toți autorii.

## Arealul
Pitulicea sfârâitoare cuibărește în Europa, cu excepția nordului extrem și a sud-vestului, de la Insulele Britanice (rară în Irlanda), centrul, sudul și nordul Franței (local în Pirineii francezi și spanioli), Scandinavia și nordul Rusiei, la nord și est până în Mezen, Kirov, sud-centrul Siberiei și sudul Uralilor, de asemenea în Elveția, Germania, Belgia, Olanda, Polonia, Republica Cehă, Slovacia, Austria, Ungaria, spre sud până în Italia, fosta Iugoslavie, nordul extrem al Greciei, nord-vestul Turciei, Bulgaria, România, Republica Moldova, Ucraina, Crimeea și nord-vestul Caucazului și rareori în nord-estul Kazahstanului.
Migrează prin Marea Mediterană, Orientul Apropiat și Orientul Mijlociu pentru a ierna în regiunile tropicale din vestul și centrul Africii, în principal de la Sierra Leone și sudul Guineei spre est până în sudul extrem al Sudanului de Sud, nordul Republicii Democrate Congo, Uganda, Rwanda, Kenya și sudul Somaliei, la sud până la 6° S în Zair.
În România cuibărește în ținuturile împădurite de șes și dealuri din întreaga țară,  dar nu depășește etajul fagului. În Munții Călimani s-a observat până la 1000 m altitudine.
În Republica Moldova este răspândită în pădurile insulare din raioanele de nord, în Codrii Centrali și în pădurile din luncile Nistrului și Prutului.

## Identificarea
Printre pitulici, care pentru un ornitolog amator sunt în cea mai mare parte un grup de specii de păsări similare, frustrante, greu de deosebit, cel puțin pitulicea sfârâitoare se remarcă ca o pasăre distinctivă: mare, viu colorată, cu o voce ușor de identificat.
De talia pitulicii fluierătoare (Phylloscopus trochilus), sau chiar puțin mai mare, cu corpul la fel de alungit, dar are aripile mai lungi și mai ascuțite (proiecția remigelor primare ≥ lungimea remigelor terțiare), ceea ce face coada să pară mai scurtă.
Se distinge prin părțile superioare de culoare mai intensă, verzi-strălucitoare sau verzi-brioide închise, asemănătoare cu mușchii, fără vreo nuanță brună sau cenușie, remigele terțiare și tectricele supraalare mari foarte întunecate cu margini verzi-gălbui sau alb-gălbui, contrastând puternic, restul remigelor aripilor și rectricele cozii au marginile verzi-gălbui. Sprânceana foarte lată, lungă, galben-strălucitoare, este accentuată de dungă oculară (dunga de peste ochi) distinctă de culoare închisă verde-cenușie. Regiunea auriculară, bărbia, gâtlejul și partea superioară a pieptului sunt pur galben-lămâi, de obicei brusc delimitate de restul părților inferioare alb-mătăsoase. Ciocul este puternic, întunecat cu marginile tăioase brun-gălbui deschise. Picioare brun-cenușii închise cu tălpile mai gălbui.
Rareori se întâlnesc păsări cu verde și galben redus, care par brune și albe, dar vocea, talia, forma și coloritul distinct al capului permit identificarea lor.
Are un comportament destul de discret, dar nu este sperioasă. Fâlfâie din aripi și își flutură coada când se hrănește, la fel ca pitulice fluierătoare.

## Descrierea

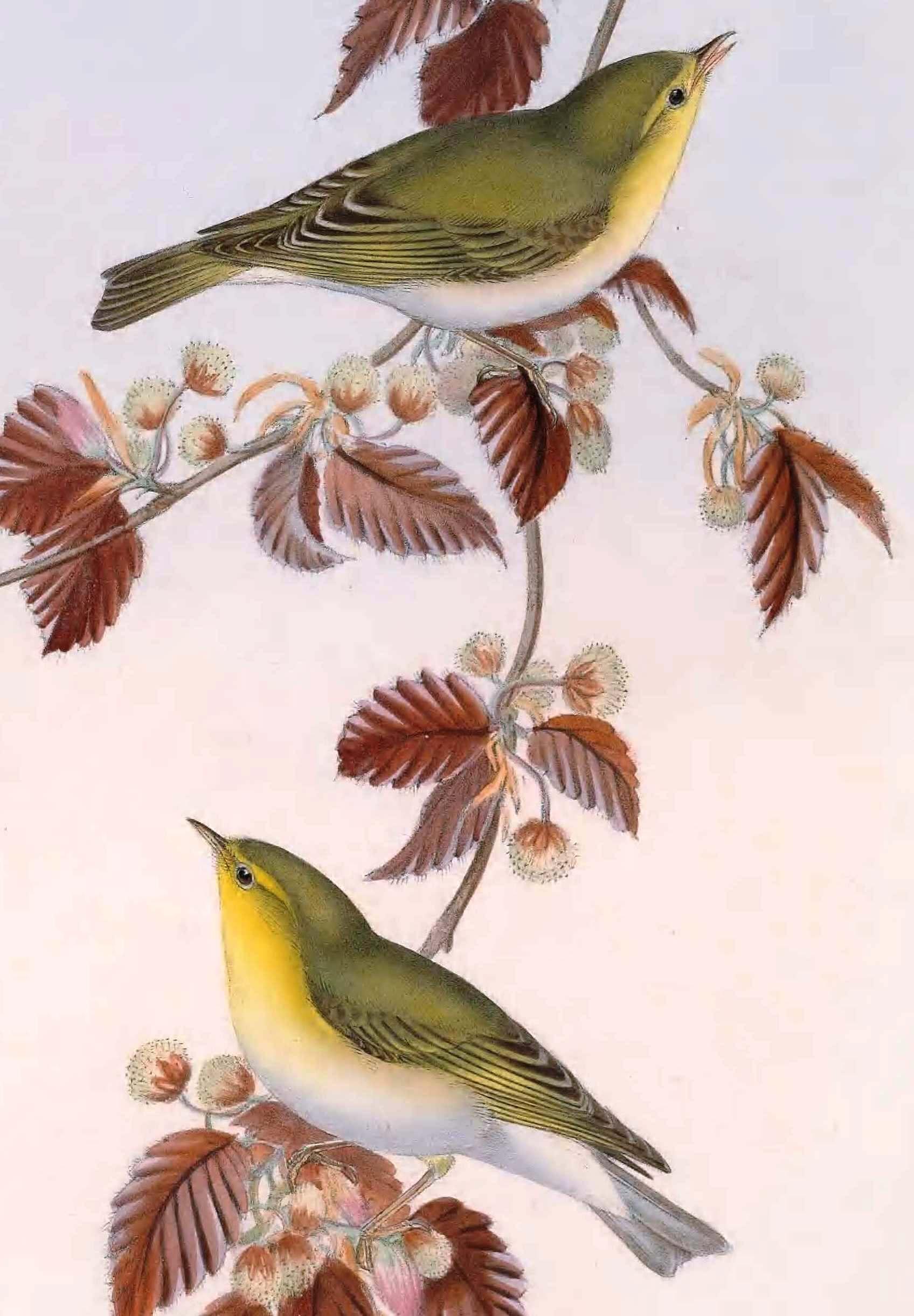
Pitulicea sfârâitoare după John Gould (1873).

Pitulicea sfârâitoare are o lungime de 11-12,5 (13) cm și o greutate de 6,4-15 g. Este o pitulice de talie mijlocie-mare, cu corpul destul de lung și zvelt, aripile lungi ascuțite și coada relativ scurtă, părțile superioare verzi-gălbui-strălucitoare, sprânceana galben-lămâi bine conturată, gâtlejul și partea superioară a pieptului galben-lămâi care contrastează cu albul de pe partea inferioară a corpului. Este la fel de mare ca pitulicea fluierătoare (Phylloscopus trochilus), sau chiar puțin mai mare, și mai voluminoasă decât pitulicea arctică (Phylloscopus borealis), fiind cea mai mare pitulice din vestul Palearcticului. Sexele sunt asemănătoare și nu se pot diferenția după penaj.
Adultul în penajul nupțial proaspăt are părțile superioare aproape în întregime verzi-gălbui-strălucitoare sau verzi-brioide (asemănătoare cu mușchii de pământ), uneori cu o ușoară nuanță brună sau cenușie; târtița și tectricele supracaudale ușor mai  verzi-gălbui strălucitoare.
Coloritul feței este destul de intens și caracteristic. Sprânceana este distinctă și bine conturată, galben-lămâi (galben-deschisă, galben-sulfurie), destul de lată și lungă și se prelungește destul de mult în spatele ochiului, îngustându-se spre capătul posterior deasupra regiunii auriculare. Sprânceana contrastează cu lorul (lorum) și dunga de peste ochi (dunga oculară) bine conturate, la fel de lungi, dar înguste, de culoare închisă, verde-măslinie (sau verde-cenușie), accentuând inelul ocular galben. Obrazul și regiunea auriculară galben-lămâi, uneori cu pete măslinii.
Bărbia, gâtlejul și partea superioară a pieptului bine delimitate, galben-lămâi, cu o nuanța verde-gălbuie pe laturile pieptului; restul părților inferioare pur alb-mătăsoase, cu excepția tectricelor subcodale albe.
Coada este relativ scurtă, cu vârful pătrat sau ușor bifurcat. Rectricele cozii brun-închise, cu marginile laterale verzi-gălbui strălucitoare și steagurile interne cu marginile înguste albicioase.
Pitulicea sfârâitoare are aripile lungi și ascuțite și are cea mai lungă proiecția a remigelor primare din toate pitulicile datorită formei aripii, care este egală sau mai mare decât lungimea vizibilă a remigelor terțiare), ceea ce face coada să pară mai scurtă. Remigele aripilor și alula brun-închise, cu marginile laterale ale penelor verzi-gălbui strălucitoare, care formează o oglindă alară distinctivă, verde-gălbuie strălucitoare, pe aripa închisă. Marginile remigelor terțiare sunt adesea galbene sau alb-gălbui sau chiar albicioase și formează linii palide puternic contrastante în jurul porțiunilor centrale foarte întunecate ale remigelor terțiare. Tectricele supraalare mari brun-închise, cu marginile laterale verzi-gălbui, devenind mai galben-deschise sau alb-gălbui pe cele laterale; tectricele supraalare mici și mijlocii brun-închise, lat tivite pe vârfuri cu verde-gălbui strălucitor. Tectricele subalare și axilare galbene.
Foarte rar se întâlnesc pitulici sfârâitoare cu verde și galben redus, care au părțile superioare brune (nu verzi) și față, gâtlejul și partea superioară a pieptului albe (nu galbene), dar talia, forma (proiecția remigelor primare lungă), coloritul distinct al capului (sprânceana lată și proeminentă, galben-lămâi) și vocea permit identificarea lor.
Irisul brun-negricios până la brun-strălucitor. Ciocul puternic, ascuțit la vârf, lat la bază, mandibula superioară brun-negricioasă sau brun-deschisă cu marginile tăioase brun-gălbui deschise; mandibula inferioară în cea mai mare parte cărniu-deschisă sau cărniu-gălbuie, roz-gălbuie. Picioarele lungi, puternice, brun-deschise până la brun-gălbui sau brun-cenușii închise, tălpile picioarelor galbene.
După Dombrowski subspecia Phylloscopus sibilatrix sibilatrix are "Partea superioară sur-verzui-gălbuie; partea anterioară a gâtului și laturile, precum și partea de sus a pieptului, galben deschise; restul părții inferioare alb-curat; frâul și o dungă peste ochi negricioase; tectricele subalare, la marginea aripii galben deschise, pătate cu sur. Picioarele galben-roșietic murdar. Prima remige este foarte mică și scurtă; a doua, de aceeași lungime ca a patra." și subspecia Phylloscopus sibilatrix erlangeri are "Partea superioară a capului, spatele, tectricele alare verzi-măslinii, bătând în gălbui. Rectricele cu margini verzi-gălbui; târtița verde-gălbuie; partea inferioară până la piept curat albă; gâtul și pieptul galben, culoare care trece încet în restul părții de desubt. Tectricele subalare, axilarele și dunga aripilor galben-intens. Peste ochi o dungă lată galbenă."

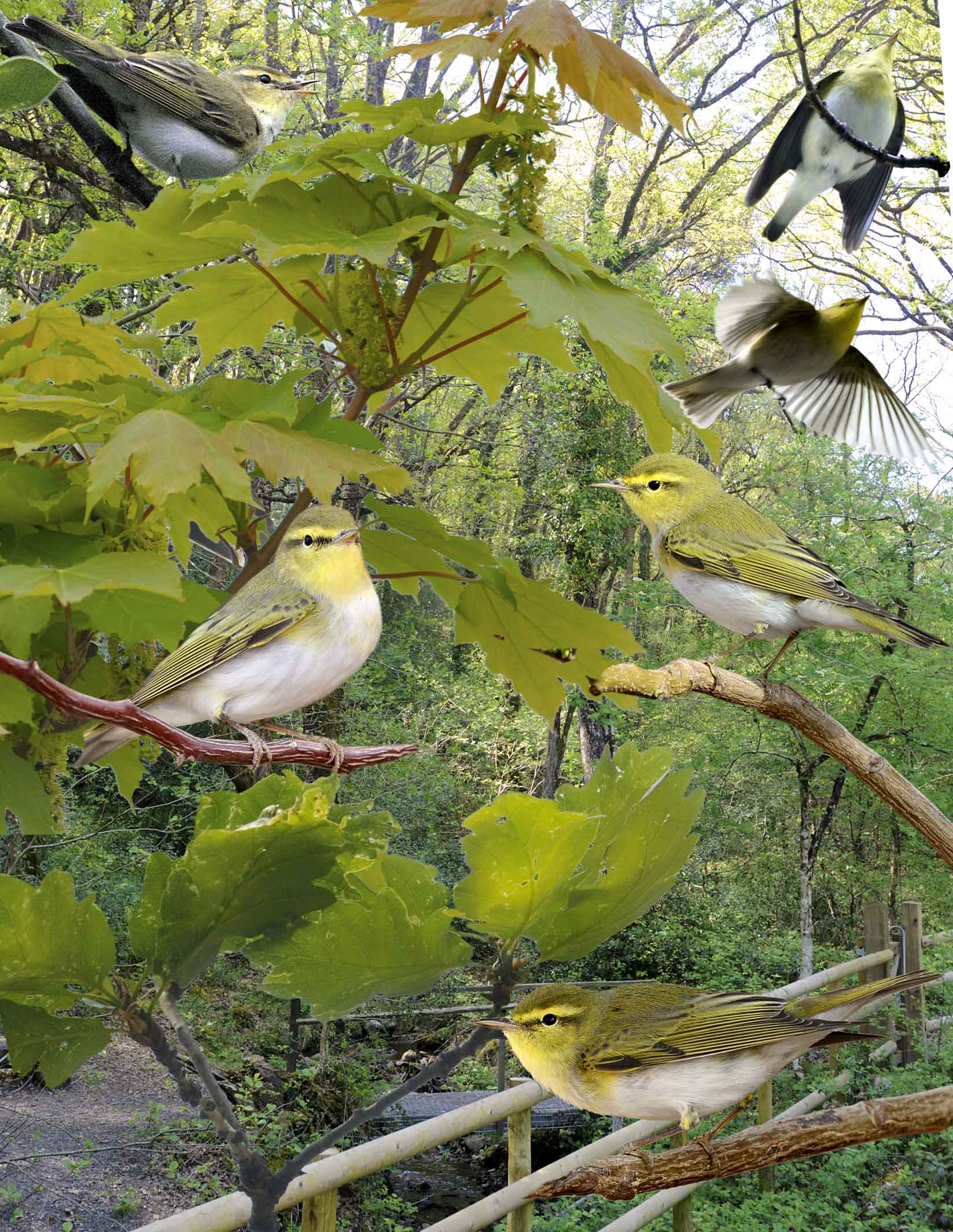
Pitulicea sfârâitoare după Crossley ID Guide Britain and Ireland

### Vârsta

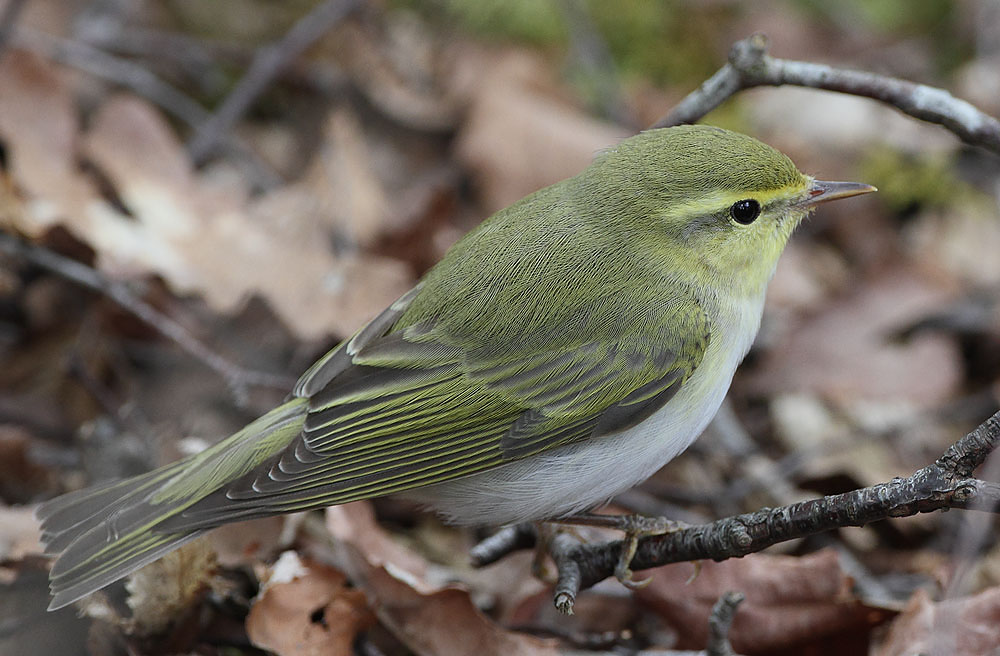
Pitulicea sfârâitoare în Scoţia

Există diferențe mici ale penajului legate de vârstă de obicei numai în primul an de viață. Variația sezonieră este foarte mică.
Adultul în penajul nupțial uzat (mai-iunie) are părțile superioare mai cenușii și mai verzi-deschise. Marginile laterale ale remigelor aripilor mai aurii sau brun-aurii; marginile remigelor terțiare și marginile laterale ale supraalarelor mari devin mai palide, galben-albicioase sau chiar alb-spălăcite. Galbenul de pe părțile inferioare devine mai galben-deschis. Vârfurile și marginile remigelor aripilor și rectricelor cozii se decolorează devenind brun-deschise, erodate și uzate. În penajul uzat, penele aripilor și cozii pot pierde marginile verzi-gălbui strălucitoare, iar oglinda alară devine mai spălăcită, mai aurie.
Adultul în penajul postnupțial (toamna) este asemănător cu adultul în penajul nupțial proaspăt, dar remigele aripilor, tectricele supraalare și rectricele cozii rămase de la penajul nupțial se decolorează devenind brun-deschise și erodate; vârfurile și marginile remigelor primare, tectricelor și rectricelor cozii sunt adesea uzate complet, cu numai niște urme înguste ale marginilor verzi-gălbui. Uneori unele remige terțiare mediale și rectricele centrale ale cozii sunt năpârlite și proaspete.
Juvenilul este asemănător cu adultul, cu excepția părților superioare care sunt mai spălăcite, cu o ușoară nuanță brun-cenușie, mai puțin verde, și părților inferioare cu gâtlejul și partea superioară a pieptului mai galben-deschise, în general galbenul este mai puțin întins pe gâtlej și piept. Textura penelor este laxă și pufoasă.
Imaturul în prima iarnă are penajul proaspăt, inclusiv vârfurile remigelor primare și rectricelor, și este asemănător cu adultul, dar părțile superioare sunt un pic mai întunecate, mai puțin verzi. Gâtlejul și partea superioară a pieptului sunt galben-deschise. Remigele aripilor și rectricele cozii sunt proaspete și neerodate (spre deosebire de adultul în penajul uzat înainte de năpârlirea prenupțială), și au marginile clare verzi-gălbui.

### Date biometrice

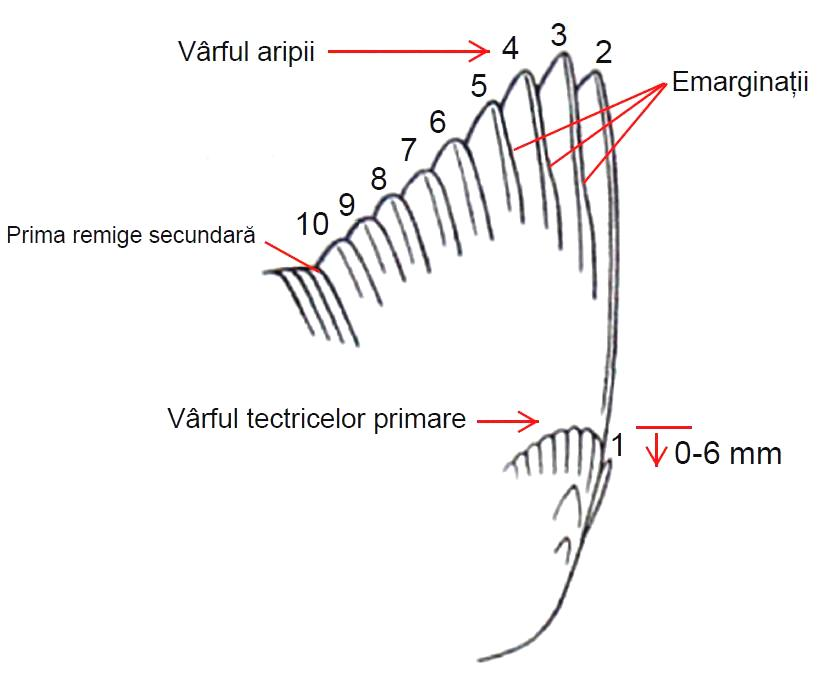
Formula alară. Cifrele indică remigele primare, după Lars Svensson

Lungimea totală 11,5-13 cm. Lungimea aripii 70-82 mm (în medie 73,9; media la ♂ este cu foarte puțin mai mare decât la ♀). Lungimea cozii 45-53 mm (în medie 48,8). Lungimea cozii/Lungimea aripii în medie 64,0%. Lungimea ciocului 11,8-14,2 mm (în medie 12,8). Înălțimea ciocului 2,5-3,4 mm (în medie 3,0). Lungimea tarsului 16,8-18,8 mm (în medie 17,8).

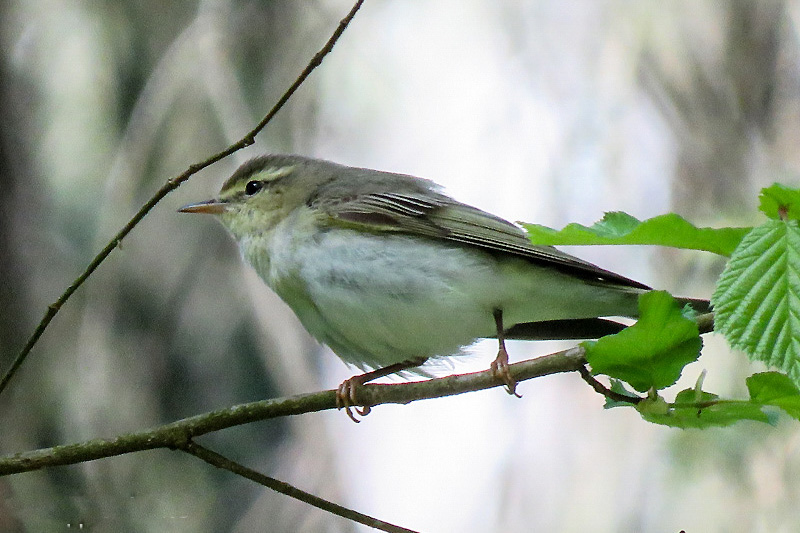
Pitulicea sfârâitoare văzută dintr-o parte

Formula alară: Prima remige primară este mai mică decât vârful tectricelor primare cu 0-6 mm (rareori mai mare cu 1,5 mm) și este mai mică decât a 2-a remige primară cu 40-52 mm. A 2-a remige primară este mai mică decât vârful aripii cu 1-4,5 mm, egală cu a 4-a/5-a remige primară (81%), egală cu a 4-a (18%) sau egală cu a 5-a sau a 5-a/6-a (1%). A 3-a remige primară este cea mai lungă. A 4-a remige primară este mai mică decât vârful aripii cu 0,5-2 mm. A 5-a remige primară este mai mică decât vârful aripii cu 3-7 mm. A 6-a remige primară este mai mică decât vârful aripii cu 7,5-13 mm. A 7-a remige primară este mai mică decât vârful aripii cu 11-16,5 mm. A 10-a remige primară este mai mică decât vârful aripii cu 16-24 mm. Prima remige secundară este mai mică decât vârful aripii cu 19-26 mm. Pe steagul extern al remigelor primare 3-4 există emarginații (scobituri), adesea și aproape de vârful remigei a 5-a, dar de obicei mai puțin evidentă.
Dementiev dă următoarele date: Prima remige primară este scurtă, are o lungime de 7-12 mm și este mai scurtă decât vârful tectricelor primare. A 2-a remige primară se situează după lungime între a 4-a și a 5-a remige primară, sau între a 3-a și a 4-a sau este egală cu a 4-a. A 3-a remige primară este cea mai lungă și, împreună cu a 4-a și a 5-a, are emarginații pe steagurile externe. Lungimea corpului masculilor (24 exemplare) este de 122-142, a femelelor (5 ex.) 120-140, în medie 139,1 și 130,6 mm. Anvergura aripilor la masculi (24 ex.) este 208-237, la femele (5 ex.) 200-220, în medie 226,2 și 216,5 mm. Lungimea aripilor la masculi (66 ex.) este de 68,0-80,0, la femele (14 ex.) 68,2-77,5, în medie 75,2 și 71,8 mm. Lungimea cozii la masculi și femele este de 49-52 mm. Greutatea masculilor (2 ex.) 9,8 și 11 g.

## Specii asemănătoare

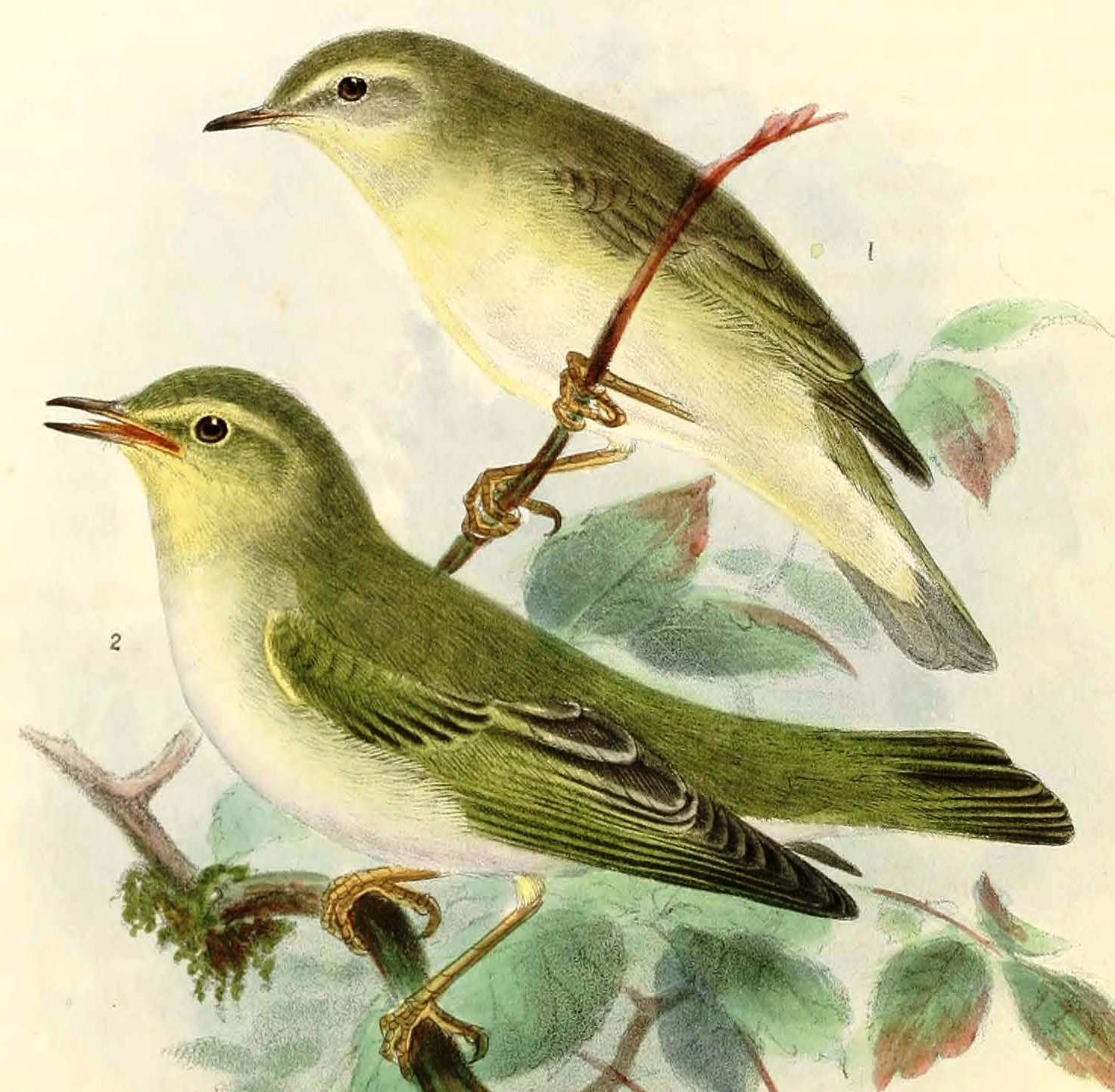
1. Pitulice de munte occidentală (Phylloscopus bonelli). 2. Pitulicea sfârâitoare (Phylloscopus sibilatrix) după H. E. Dresser (1871-1881).

Pitulicea sfârâitoare se recunoaște după proiecția lungă distinctivă a remigelor primare în combinație cu sprânceana lată, lungă, galbenă, și gâtlejul galben care contrastează cu abdomenul alb. Se deosebește de pitulicea fluierătoare (Phylloscopus trochilus), pitulicea de munte occidentală (Phylloscopus bonelli) și pitulicea de munte orientală (Phylloscopus orientalis) prin aceea că are părțile superioare verzi-strălucitoare, sprânceana și fața până la partea superioară a pieptului galben-strălucitoare și restul părților inferioare pur albe, în plus dimensiunile sunt ceva mai mari, aripile mai lungi și coada mai scurtă.
Coloritului verde strălucitor al aripii, oglinda alară și marginile rectricelor cozii distinctive verzi-gălbui sau aurii, și părțile inferioare alb-mătăsoase ale pitulicii sfârâitoare o face uneori să semene cu pitulicea de munte occidentală (Phylloscopus bonelli) și pitulicea de munte orientală (Phylloscopus orientalis),  dar gâtlejul galben exclude această confuzie, de asemenea strigătele sunt diferite. Inelul ocular este fragmentat la pitulicea sfârâitoare și neîntrerupt la pitulicea de munte occidentală. Pitulicea sfârâitoare are gâtlejul și partea superioară a pieptului galbene și bine delimitate, părțile superioare verzi strălucitoare și proiecția remigelor primare foarte lungă, egală sau mai mare decât lungimea vizibilă a remigelor terțiare (proiecția remigelor primare reprezintă doar trei pătrimi din lungimea vizibilă a remigelor terțiare la ambele specii de pitulici de munte). Pitulicea sfârâitoare are coloritul feței intens, cu sprânceana galben-lămâi bine conturată, dunga oculară (dunga de peste ochi) verde-închisă și regiunea auriculară și obrajii galbeni. Foarte rar se întâlnesc pitulici sfârâitoare cu culori reduse galbene și verzi, dar acestea au totuși sprânceana lată și proeminentă și proiecția remigelor primare lungă. Pitulicea de munte occidentală  și pitulicea de munte orientală au coloritul feței mai modest, cu sprânceana palidă, alb-gălbuie, aproape indistinctă, dunga oculară slab conturată, dar au ochii mari și negri. Părțile superioare sunt mult mai puțin verzi strălucitoare, mai ales la pitulicea de munte orientală, iar părțile inferioare sunt aproape uniform albe.
Adultul pitulicii fluierătoare (Phylloscopus trochilus) are uneori gâtlejul mai galben decât restul părților inferioare; acesta, împreună cu proiecția remigelor primare destul de lungă, sprânceana gălbuie bine dezvoltată, părțile superioare verzui și picioarele palide, pot uneori duce la confuzie cu pitulicea sfârâitoare. Însă pitulicea fluierătoare este mai mică, are părțile superioare mai puțin verzi strălucitoare, nu are o oglindă alară verde-gălbuie atât de caracteristică pentru pitulicea sfârâitoare, are proiecția remigelor primare mai scurtă și un contrast mai mic al remigelor terțiare. La pitulicea fluierătoare sprânceana este mai ștearsă, regiunile auriculare mai întunecate, brun-închise (galbene la pitulicea sfârâitoare), și în general mai mult suflate cu galben pe părțile inferioare, fără o delimitare clară a părții superioare a pieptului de culoare galbenă și partea inferioară a pieptului sau abdomenul de culoare albă.
Pitulicea sfârâitoare se deosebește de pitulicea de ienupăr (Phylloscopus nitidus) mai mică prin absența dungilor pe aripă, culorile părților golașe, diferențele subtile ale tonului verde pe părțile superioare.

## Năpârlirea
Păsările adulte năpârlesc de două ori pe an. Năpârlirea postnupțială parțială a adultului are loc în locurile de cuibărit la scurt timp după reproducere, de la mijlocul lui iunie până la începutul lui august, înainte de migrație, și cuprinde tectrice corpului și unele tectrice supraalare mici, iar la unii indivizi și remigele terțiare mediale, uneori una sau mai multe rectrice centrale ale cozii. Năpârlirea prenupțială completă a adultului are loc în cartierele de iarnă, de la mijlocul lunii decembrie până în ianuarie-martie, în principal în februarie-martie. Sunt schimbate toate penele, inclusiv penele aripii și cozii.
Juvenili năpârlesc parțial din iulie până la începutul lui august, năpârlirea atinge în special tectricele corpului și tectricele alare.
Prima năpârlire completă (inclusiv a penelor aripii și cozii) a imaturului din primul an de viață are loc în cartierele de iarnă, în principal în februarie-martie.

## Vocea
Masculul începe să cânte regulat din februarie în timpul migrației de primăvară, dar cântă mai ales de la jumătatea lui aprilie până la începutul lui iulie, de asemenea cântă neregulat în cartierele de iarnă. Masculul cântă de dimineața devreme până la amiază, cu pauze între cântece de 5-7 secunde, apoi pauzele se prelungesc și el treptat încetează să cânte când arșiță este mare, dar începe să cântă din nou de la ora trei după amiază până în amurg.

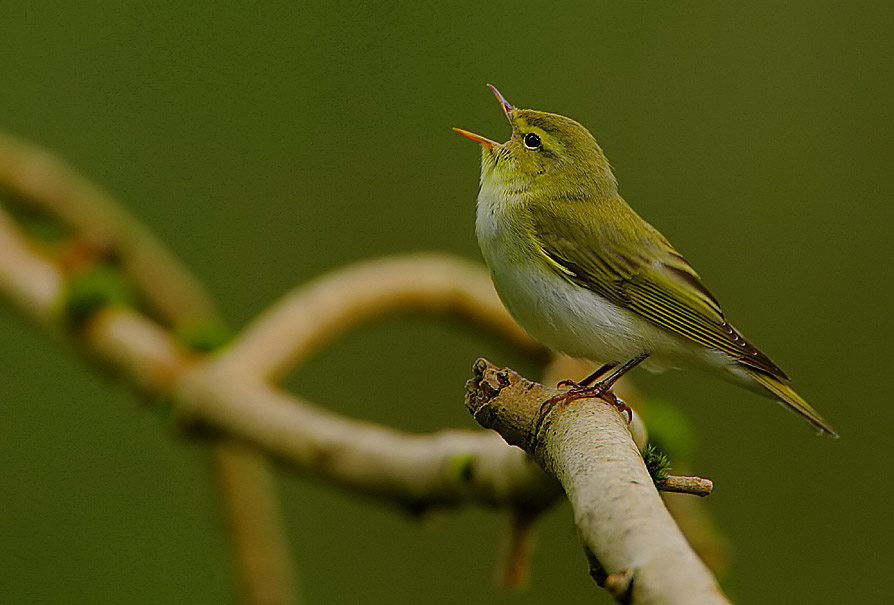
Pitulicea sfârâitoare cântând în Scoţia

Are cântecul destul de distinctiv, puternic, repetat energic, în special în primele zile după sosirea la locul de cuibărit. Cântecul durează circa 3 secunde și începe încet cu o serie de note "zip" sau "sip" metalice, ascuțite, ascendente, similare cu strigătul, emise într-un ritm din ce în ce mai accelerat, care se termină cu un tril rapid, vibrant, sfârâitor sau zornăitor, tremurător și descendent, care poate fi transcris ca un "zip… zip… zip, zip, zip, zip, zip, zip zip zip zip-zip-zip-zip-zipzipzipzipzvirrrirrrr" sau "sip sip sip sirrrrrrrrrrrrrrrrrrrrrrrr", interpretat cu o energie uimitoare, asemănător cu zgomotul sfârâitor al unei monede care se rotește pe o placă de marmură sau cu zgomotul unei mașini de cusut când coase rapid. Mascul cântă adesea în timpul unui zbor orizontal scurt de pe o creangă pe alta aproape de sol, trilul final este emis când coboară pe creangă, bătând tremurător din aripi și coadă. Din când în când cântă stând într-un loc anumit, cel mai adesea la mijlocul unui copac, când își întinde aripile, fâlfâind și tremurând din ele. Cântecul este foarte asemănător cu cântecele pitulicii de munte occidentale (Phylloscopus bonelli) și pitulicii de munte orientale (Phylloscopus orientalis), dar este mai rapid, cu un început accelerat ascendent, apoi trilul diminuează terminându-se fastuos.
Are și un cântec alternativ ciudat emis separat sau interpus câteodată între strofele trilului sfârâitor la intervale scurte, care constă dintr-o serie de note "tiu" sau "piu" moi, domoale, melancolice (tânguitoare), pițigăiate, inițial mai intense și ușor accelerate, și care poate fi transcris ca un "tiu tiu tiu-tiu-tiu-tiu" sau "piu-piu-piu", "puu-puu-puu", asemănător într-o oarecare măsură cu cântecul pițigoiului de munte (Poecile montanus), dar secvența este mai rapidă și notele mai neascendente.
Strigătul de contact constă dintr-o singură notă "zip" ascuțită, pronunțată cu accent variabil, similară cu notele sfârâitoare din cântec; Emite și un "tiu" sau "tii", flautin (ca de flaut), înăbușit, de tonalitate joasă, ușor melancolic, asemănător cu nota din cântecul alternativ, în special când este neliniștit sau agitat, dar și ca strigăt de contact în timpul migrației, aceste note pot fi emise împreună cu notele stridente "pit" sau "sip", utilizate în comportamentul agresiv. Strigătul de cerșit al puilor din cuib este un "ztztzt", iar când sunt hrăniți scot un "dsci" și "tscii-tscii-tscii", mai strident sau mai ascuțit.

## Habitatul

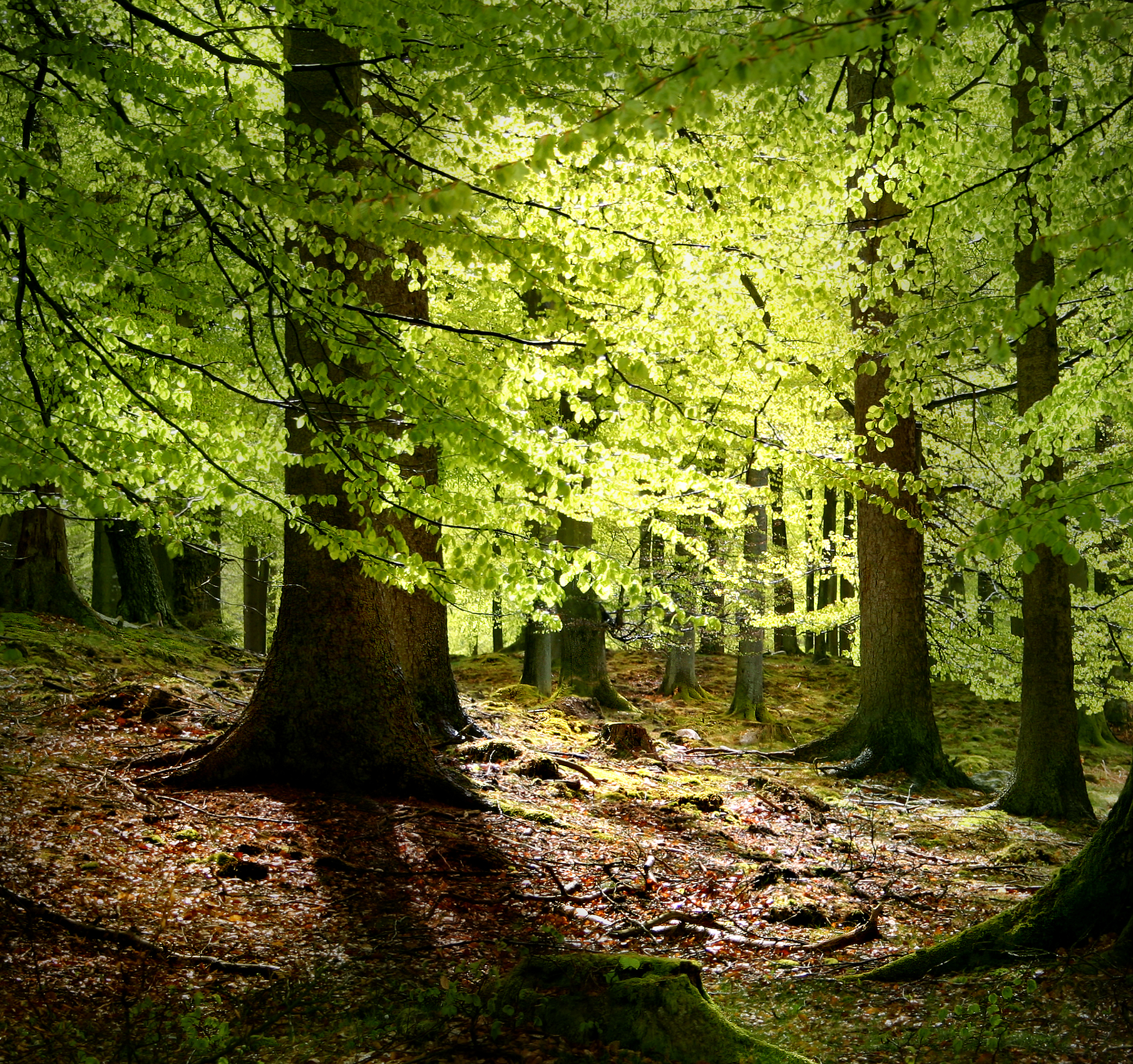
Pădurile de fag fără subarboret preferate de pitulicea sfârâitoare pentru cuibărit

Pitulicea sfârâitoare trăiește în toate tipurile de păduri mature, atât de foioase, cât și mixte, aflate la șes sau la poalele munților, dar preferă pădurile umbroase cu arbori destul de înalți, cu coronament des și continuu și frunziș abundent, dar cu subarboret rar sau chiar absent, un habitat care oferă destul spațiu și îi permite să zboare, să vâneze și să cânte în zbor sub frunziș, printre tulpinile arborilor.
Cuibărește în pădurile de foioase de câmpie umede și umbroase, de obicei de fag (Fagus), de stejar (Quercus), carpen (Carpinus) și castan (Castanea); de asemenea, în crânguri mixte de molid (Picea), arin (Alnus), mesteacăn (Betula), pin (Pinus) sau uneori frasin (Fraxinus). Preferă mai ales pădurile de stejar și fag, care prin coroana lor deasă elimina rapid subarboretul și pădurile care au acumulat un strat gros de frunze în litieră. Crângurile mixte cu arbori de vârste diferite distanțați unul față de celălalt constituie locurile favorabile pentru cuibărit. Adesea frecventează livezile. În sudul arealului ajunge în pădurile montane până la altitudini de 1500 m. În Alpi cuibărește până la altitudinea de 1300 m.
În România și Republica Moldova este răspândită în pădurile de la șes și deal; în Munții Călimani s-a observat până la 1000 m altitudine.
În cartierele de iarnă din Africa trăiește în pădurile umede veșnic verzi, cu frunziș deschis, bogat,  în tufișurile dese din zonele umede, la marginile pădurilor, în pădurile xerofile și pe pantele montane împădurite, precum și în savana împădurită și în arborii răzleți din locurile defrișate. Adesea este întâlnită în smochini (Ficus), uneori în mangrove. În pasaj se întâlnește și în arborii scunzi și în tufișuri.

## Comportamentul

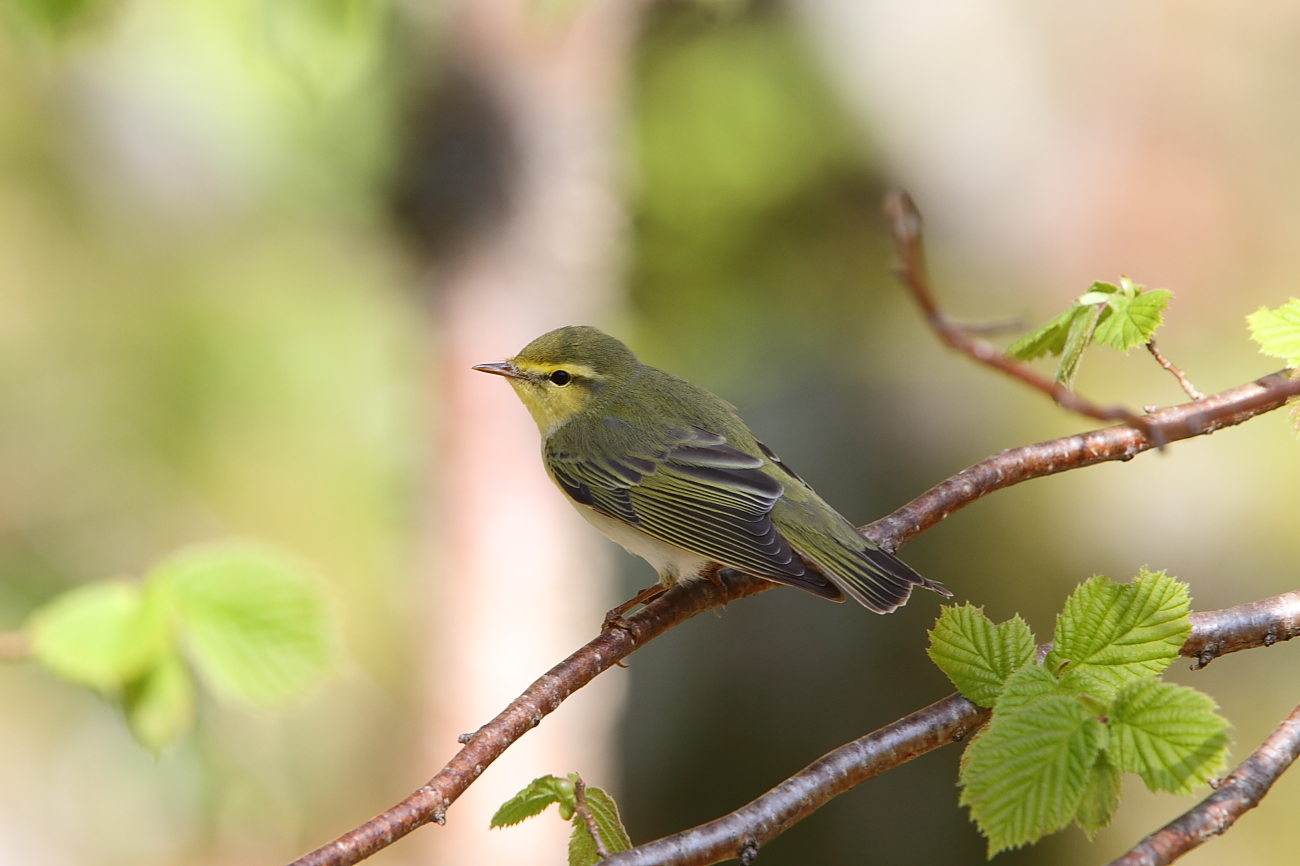
Pitulicea sfârâitoare pe o creangă

De obicei își caută hrana singură sau în perechi, dar în timpul iernii și în grupuri de 3-4 indivizi și se poate alătura în căutarea hranei cârdurilor mixte formate de alte specii; în pasaj se adună uneori în cârduri mai mari, necompacte, de până la 15 sau mai mulți indivizi. Păsările imature pot fi întâlnite și în cârduri mixte cu alte păsări mici la sfârșitul verii și toamna.
Are un comportament destul de discret, dar nu este deosebit de sperioasă și de obicei poate fi urmărită de la distanța mică. Își petrece o mare parte din timp în prinderea insectelor prin coroana copacului și adesea planează cu dibăcie în căutarea prăzii. De asemenea se avântă după insectele care zboară, prinzându-le în aer, revenind apoi pe o creangă din apropiere. Fâlfâie din aripi și își flutură coada când se hrănește, la fel ca pitulice fluierătoare.
Zboară cântând pe o traiectorie orizontală la 1-5 metri deasupra solului între locurile preferate de cocoțat, bătând rapid, superficial și vibrant din aripi. Are un zbor destul de grațios, care include un zbor lent asemănător cu cel al fluturelui și altul bâzâitor asemănător cu cel al libelulei. Are o alură destul de orizontală, cu coada ținută în linie cu corpul și aripile adesea coborâte. Se deplasează prin salturi și dintr-o parte în alta cu mișcări mai încetinite decât majoritatea speciilor de pitulici.

## Hrana
Pitulicea sfârâitoare este o specie insectivoră, care se hrănește cu diferite insecte în stadiul adult sau cu larvele lor (diptere, lepidoptere, coleoptere mici), dar consumă și păianjeni, iar toamna hrana este completată și cu boabe de soc, mur.
Hrana este formată mai ales din efemeroptere adulte (Ephemeroptera), libelule zigoptere (Zygoptera), plecoptere (Plecoptera), urechelnițe (Dermaptera), hemiptere (Hemiptera), neuroptere (Neuroptera), mecoptere (Mecoptera), fluturi adulți și omizile lor (Lepidoptera), trihoptere (Trichoptera), diptere (Diptera), simfite (Symphyta), furnici (Formicidae), gândaci adulți și larvari (Coleoptera), păianjeni (Araneae), opilionide (Opiliones) și moluște mici. Fiind o specie comună în păduri și consumând un număr considerabil de nevertebrate fitofage, joacă un rol important în protecția ecosistemelor silvice.
Printre fructele consumate se numără cele de mur (Rubus fruticosus), soc (Sambucus), coacăz (Ribes), afin (Vaccinium), prun (Prunus) și crușin (Frangula).
Puii din cuib sunt hrăniți în principal cu omizi și alte larve și cu cantități tot mai mari de muște adulte.
În Republica Moldova Averin și Ganea au analizat conținutul a 21 de stomacuri ale pitulicii sfârâitoare și au arătat că ele conțin 96% hrană animală și numai într-un singur stomac a fost găsită hrană mixtă. Au fost găsiți gândaci, diptere, heteroptere (ploșnițe), urechelnițe, fluturi și păianjeni. Printre gândaci  predominau gărgărițele - 15 exemplare, ploșnițele pentatomide (Pentatomidae) – 5 ex., dipterele - muște și țânțari; lepidopterele - omizile moliei verzi a stejarului (Tortrix viridana), omizile procesionare (Thaumetopoea processionea) etc., din urechelnițe - urechelnița comună (Forficula auricularia). Toamna, în timpul pasajelor, în hrană au fost găsite boabe de mur și soc.
Insectele sunt culese din frunziș sau capturate din zbor. Își procură hrana mai ales în coroanele copacilor și în subarboret, examinând activ și amănunțit frunzele și ramurilor copacilor și tufișurilor; de asemenea planează și adesea se avântă după insectele care zboară pe alături.

## Reproducerea

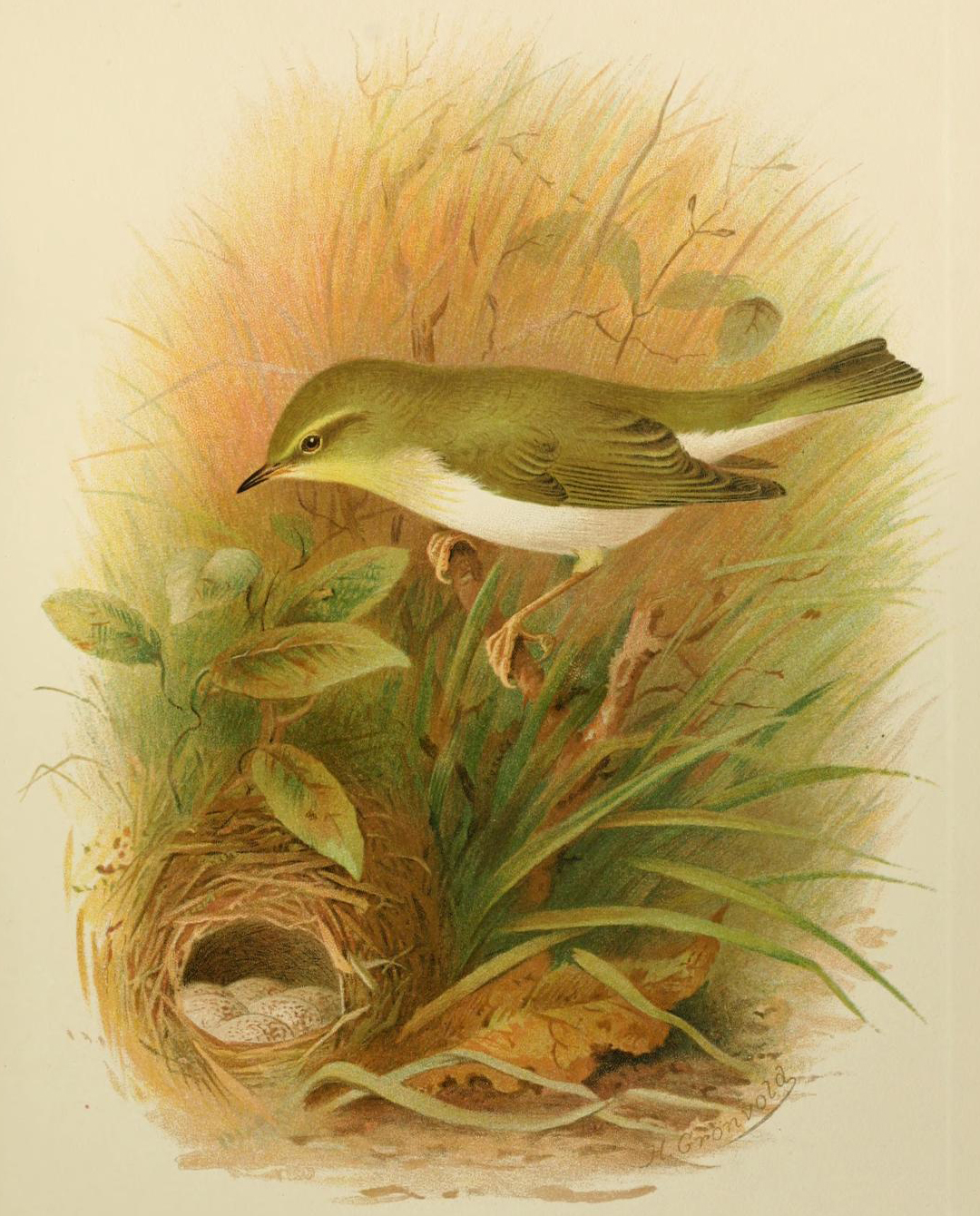
Cuibul pitulicii sfârâitoare

Perioada de reproducere are loc în mai-iulie.
Pitulicea sfârâitoare este în general o specie monogamă, dar adesea poligamă. Un mascul se poate împerechea cu mai multe femele (până la 30% într-o populație) și mulți masculi pot rămâne celibatari. Masculii poligami pot avea unul sau mai multe teritorii.  După câteva zile de la sosirea din cartierile de iarnă, masculii ocupă teritoriile de cuibărit, aflate uneori foarte aproape unele de altele, și încep să cânte. Uneori masculul care cântă rămâne o perioadă lungă de timp singur, fără femelă, iar în unele cazuri perechile nu se formează, și adesea poate fi văzut un masculul singur timp de 40-50 de zile, care cântă fără încetare de dimineața până seara și zboară continuu deasupra teritoriului ocupat dar fără vreo femelă în apropiere. În perioada de împerechere masculii sunt teritoriali și își atrag femelele prin zboruri în timpul cărora cântă. Odată ce femela a depus primul ou, masculul își stabilește un al doilea teritoriu și încearcă să atragă o a doua parteneră.
Teritoriul ocupat de o pereche este ales de către mascul și apărat de ambele sexe, dar pitulicea sfârâitoare este tolerantă față de alte păsări care și-au făcut cuibul pe teritoriul ocupat; teritoriul se poate suprapune cu cel al pitulicii fluierătoare (Phylloscopus trochilus). Teritoriul ocupat de o pereche este de până la 3,6 ha, dar are o suprafață medie mai mică, de 0,05 ha, în special în zonele cu o densitate ridicată, iar teritoriile masculilor poligami este în medie nițel mai mare decât cele ale masculilor monogami. Masculul zboară cântând deasupra femelei care intră în teritoriul ocupat de el, femela îi răspunde printr-un strigăt de contact dulceag, masculul se apropie de ea zburând încet, asemenea unui fluture, și o urmărește; când stă cocoțat lângă femelă, masculul își zbârlește penele de pe creștet și ceafa și face plecăciuni, își umflă pieptul și bate tremurător din aripi, ținând remigele primare lângă corp și în același timp își răsfiră coada în evantai; din când în când își rotește corpul la stânga și la dreapta; femela poate răspunde prin bătăi tremurătoare ale aripilor, dar mai puțin viguros decât masculul.

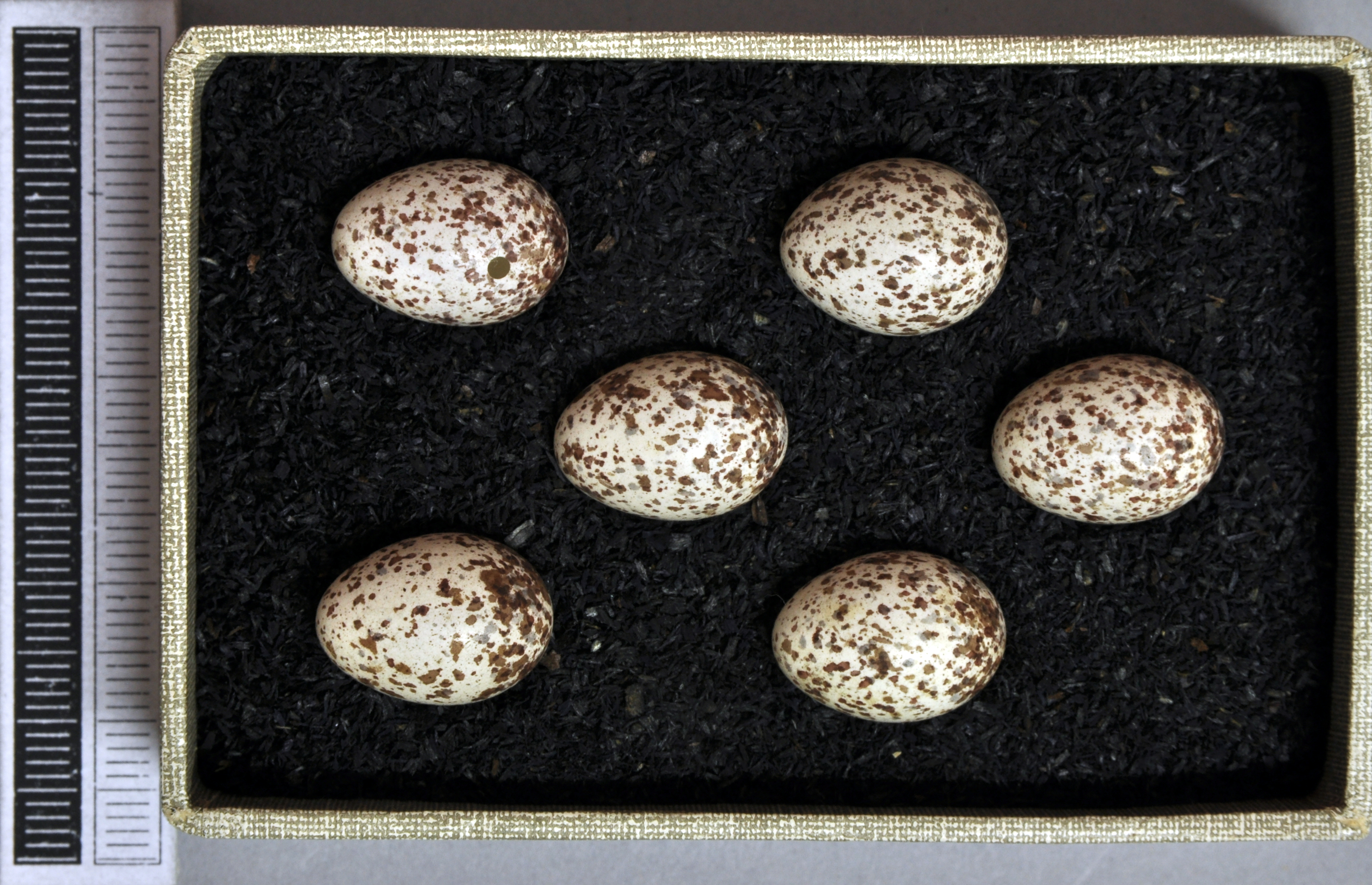
Ouăle pitulicii sfârâitoare

Locul cuibului este ales de către femelă. Ea își construiește cuibul întotdeauna pe pământ în cele mai diverse zone ale pădurii, dar mai ales în locurile deschise cu arbori rari sau în luminișuri din păduri de foioase și mixte. Cuibul este greu de văzut, fiind așezat printre stratul de iarbă pe un loc neted sau uneori într-o mică adâncitură, sub adăpostul unei tufar sau unui arbust sau lângă un ciot sau o grămada de crengi uscate, de obicei într-o adâncitură printre mușchi sau în așternutul de frunze moarte al pădurii, uneori sub un copac căzut sau sub rădăcini. Cuibul are un aspect aproape sferic sau elipsoidal cu un acoperiș în formă de cupolă care atârna peste el și cu o cu intrare laterală. Femela construiește singură cuibul, de obicei în 3-4 zile, din materialele colectate nu mai departe 10 m de la locul cuibului, a căror compoziție este foarte diversă și depinde de prezența vegetației din anul trecut din jurul cuibului; el este făcut din iarbă uscată, frunze uscate, bucățele de scoarță, ferigă sau alte materiale vegetale, fiind căptușit în interior cu materiale mai fine - fire fine de iarbă, mușchi, licheni și păr de mamifere (de cal etc.). Femela construiește inițial acoperișul cuibului, apoi pereții laterali și interiorul cuibului. Cele 13 cuiburi studiate de Averin și Ganea în Republica Moldova erau construite în afară din frunze uscate (mai ales de carpen) și fire uscate de iarbă de anul trecut. În interior erau căptușite cu tulpinițe subțiri și fine de iarbă, păr de cal, mușchi și lână. Diametrul cuibului este de 100-175 mm pe orizontală, 80-190 mm pe verticală, diametrul găurii de intrare 50-70 mm, diametrul interiorului cuibului 60-80 mm, adâncimea interiorului cuibului (la margini) 30-35 mm.
Pitulicea sfârâitoare depune de obicei o singură pontă într-un sezon de reproducere, dar în biotopurile favorabile din centrul Franței, 30-40% din femele depun o a doua pontă. Când prima pontă a fost distrusă de prădători sau de ploi abundente femela depune o pontă de înlocuire. Ponta constă din 5-7 ouă, cu limite excepționale 2-10. În cazul când clocește și a doua oară ponta este mai mică. Ouăle sunt scurt fusiforme, netede, lucioase, albe, acoperite de pete maro-roșu închis, gri-purpuriu sau maro închis, mai numeroase și mai intens colorate la capătul rotund al oului. Un cuibar studiat de Dombrowski în România avea ouă frumos colorate, bătând puțin în roșietic pe fondul alb, cu pete mari, nourate sur-violet, și pete superioare brun-roșcat-violet deschise, care se îngrămădeau pe capătul bont într-o cunună frumoasă, un ou avea și la capătul ascuțit o pată brun-roșcat-purpurie. Dimensiunile a 88 de ouă studiate în Ucraina au fost de 14,0-18,0×11,5-13,0 mm, în medie 15,8×12,4 mm. Patruzeci și nouă de ouă măsurate de Dombrowski în România au rezultat în medie 16×12,3 mm; maximum 18×13,4 mm; maximum 15,2×12,1 mm.

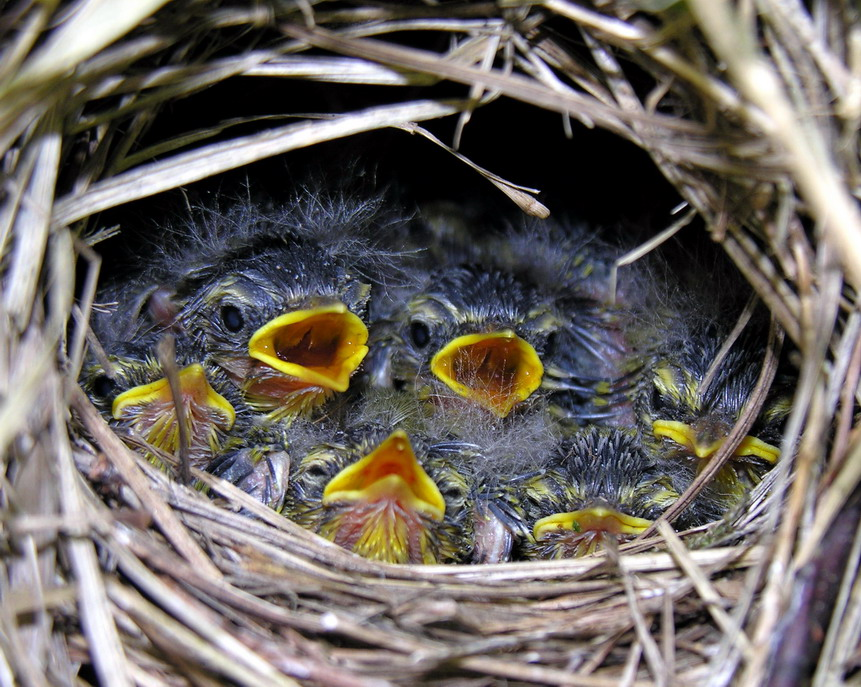
Puii pitulicii sfârâitoare în cuib

În România ponta este depusă din a doua jumătate a lunii mai până la începutul lui iunie. În Republica Moldova ponta este depusă pe la mijlocul lunii mai, dar în unii ani ponte complete au fost observate la sfârșitul lunii iunie sau chiar la începutul lunii iulie; astfel, în perioada 22-28 iunie 1968 în ocolul silvic din Lozova au fost găsite 6 cuiburi cu ouă proaspăt depuse, care probabil erau  din cea de-a doua pontă. Ponte proaspete complete pot fi găsite în Ucraina de la 10 mai până la 9 iunie, în regiunea Moscovei și în regiunile centrale ale Rusiei de la 15 mai până la 11 iunie, în Pribaltica, regiunile Novgorod si Leningrad de la 27 mai până la 15 iunie.
Incubația este asigurată numai de către femelă, care clocește timp de 12-14 zile începând cu ultimul ou depus.

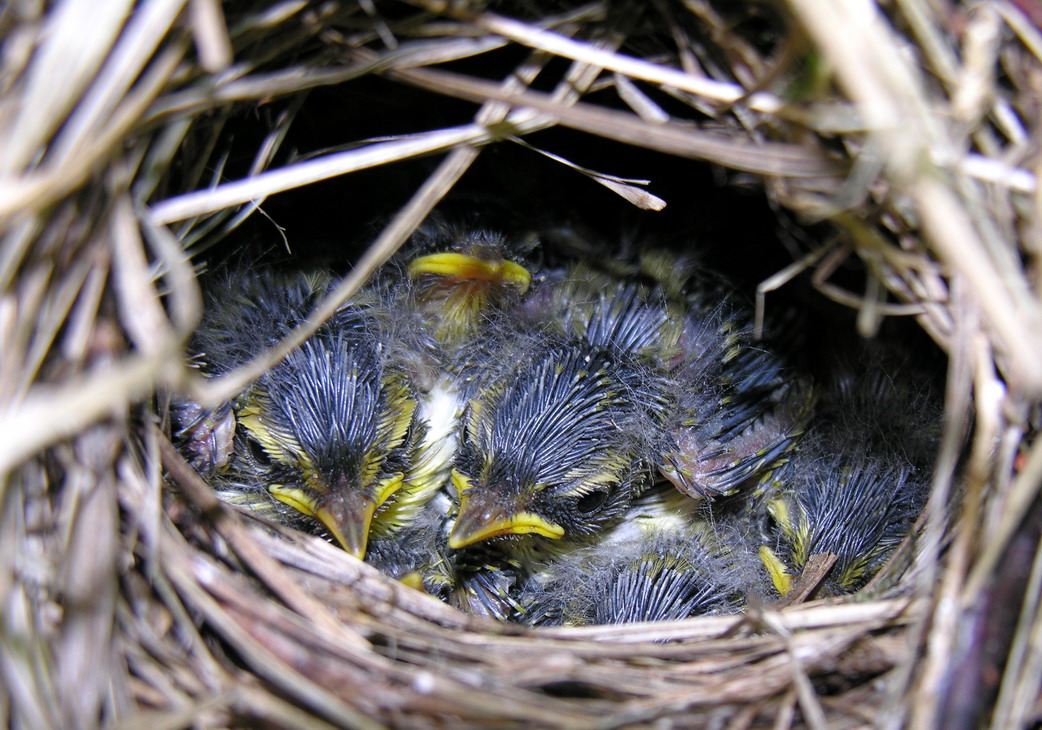
Puii pitulicii sfârâitoare în cuib

Puii la eclozare sunt nidicoli, ei sunt acoperiți de puf lung, dar sărăcăcios, gri deschis pe cap și umeri; gâtlejul este galben intens; umflătura marginală a ciocului galben deschis. Când vremea se răcește vara, puii eclozează, probabil, în două zile. Ambii părinți hrănesc puii din cuib timp de 11-13 zile, dar în primele zile după eclozarea lor, femela stă mai mult pe pui încălzindu-i, iar mascul aduce mâncare mai des decât ea, apoi ambii părinți aduc mâncarea într-un ritm aproape egal, dar spre sfârșit îi hrănește mai mult femela. Hrănirea începe în a doua zi după eclozarea primilor pui, părinții aducându-le mâncare de 40-60 pe zi, iar între a 5-a și a 10-a zi ei aduc mâncare de 500-550 pe zi și în ultima zi a șederii puilor în cuib până la 200 de ori pe zi. Puii iau în greutate 400-850 mg în primele zile ale vieții lor, apoi 950-1500 mg, iar înainte de părăsirea cuibului 100-300 mg.
Puii părăsesc cuibul după 11-13 zile de la eclozare, după părăsirea cuibului ei sunt hrăniți în continuare cel puțin 2-3 zile de către părinți, până când aceștia învață să își procure singuri hrana, dar rămân sub supravegherea lor încă aproape o lună după ce au părăsit cuibul, stând pe ramurile din împrejurimi, apoi năpârlesc și încep să hoinărească singuri. Puii din prima pontă părăsesc cuibul în Republica Moldova la începutul lunii iunie, în Ucraina de la 10 iunie până la 10 iulie, în regiunea Moscovei  de la 14 iunie până la 12 iulie, iar în nord-vest Rusiei de la 26 până la 14 iulie. Pontele mai târzii (la sfârșitul lunii iunie și începutul lunii iulie) și corespunzător plecarea mai târzie a puilor din cuib la mijlocul și sfârșitul lunii iulie ar trebui atribuită probabil pierderii primelor ponte normale și posibil celor ulterioare.
Succesul reproductiv este variabil, dar destul de ridicat. Moreau citează un succes de 78% a puilor de șase-șapte zile în Perche din Normandia. Într-un loc de studiu din Belgia, din 84 de ouă depuse de pitulicile sfârâitoare într-un an în 14 cuiburi au eclozat și au părăsit cuibul 66 de pui (un succes reproductiv de 79%), iar în al doilea an succesul reproductiv (numărul de pui care au părăsit cuibul) a fost de  31%-58%; într-un alt studiu din Elveția au supraviețuit 46,9% din puii din cuiburi pe o perioadă medie de 31 de zile, prădarea cuiburilor reprezentând 79% din toate cuiburile pierdute. Deoarece cuibărește pe pământ, condițiilor meteorologice nefavorabile, mai ales perioadele ploioase lungi, dar și prădarea, pot afecta succesul cuibăritului.
Pitulicea sfârâitoare atinge maturitatea sexuală la vârsta de un an. Longevitatea este în general de 1-4 ani. Longevitatea maximă observată în libertate a exemplarelor inelate este de 10 ani și 2 luni.

## Deplasările sezoniere

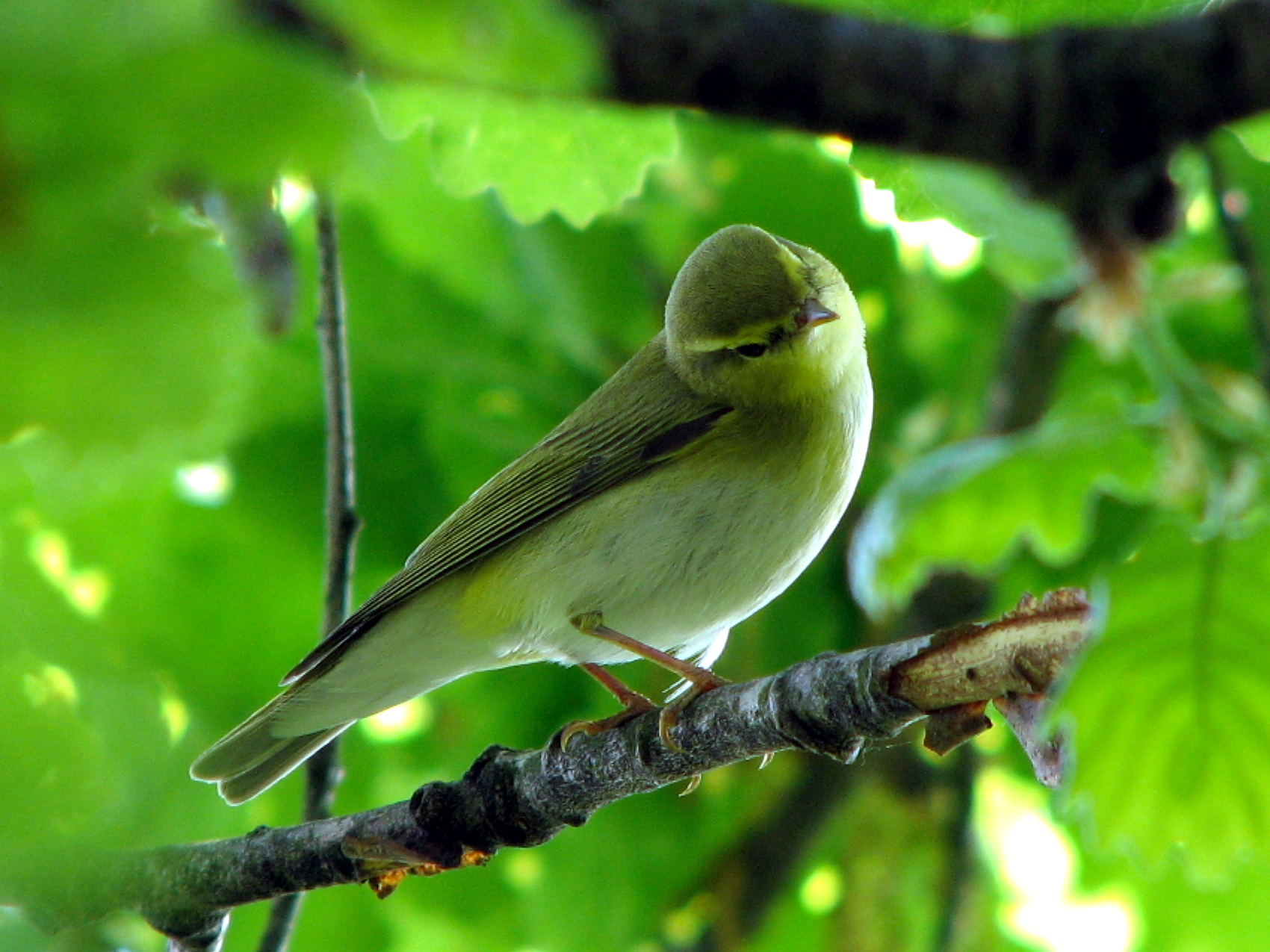
Pitulicea sfârâitoare pe o creangă

Pitulicea sfârâitoare este o pasăre migratoare. Iernează în pădurile tropicale din Africa subsahariană. Populațiile europene traversează Marea Mediterană în principal între Italia și Marea Egee (doar un număr mic traversează pe la capătul vestic) de la jumătatea lui iulie, însă migrația de toamnă are loc în principal în august. Majoritatea părăsesc nord-vestul Europei la jumătatea lui septembrie, puțin mai târziu în estul Europei, reflectând probabil plecarea mai întârziată din locurile de cuibărit din Rusia, pasajul principal în vestul Rusiei are loc de la mijlocul lui septembrie până la jumătatea lui octombrie; trece în pasaj prin Grecia, Albania și nord-vestul Turciei pe tot parcursul lunii octombrie și până la sfârșitul lui octombrie în Malta; doar un număr mic este înregistrat în Egipt și nord-vestul Libiei, sugerând că multe se deplasează din sudul Europei spre sudul Saharei în zbor unic, fără popasuri. Sosește în Nigeria și Camerun la sfârșitul lui august, în Burkina Faso la începutul lui septembrie, în Coasta de Fildeș și spre est până în nordul Republicii Democrate Congo și Gabon în octombrie; ajunge în Sierra Leone în noiembrie și în număr mic în Liberia în decembrie. În est pasajul continuă în sud-vestul Rusiei și Iran în octombrie, este rară în pasaj în Emiratele Arabe Unite în septembrie și la începutul lui octombrie, sosește în Etiopia (unde este rară) în noiembrie și este adesea numeroasă în pasaj în vestul Sudanului; populația care iernează în sudul Somaliei este prezentă de la jumătatea lui octombrie până la începutul lui aprilie.
Pasajul de primăvară spre locurile de cuibărit începe în martie, dar majoritatea pleacă din aprilie până la mijlocul lui mai. Cele care trec în pasaj în special prin traseul vestic de migrație toamna, pleacă în majoritate din vestul Africii de la sfârșitul lui martie, continuând până la începutul lui mai în nordul Ghanei. Este rară în Burkina Faso, Mali și Senegal și absentă în majoritatea Saharei, inclusiv în Mauritania; comună și larg răspândită în aprilie în Maroc spre est până în nordul Tunisiei și nordul Libiei, pe care le traversează după cum se pare în zbor unic; trece în pasaj variabil prin nordul Egiptului și prin întreaga Arabie de la începutul lui aprilie până la începutul lui mai. Trece în pasaj prin sudul Europei mai ales de la mijlocul lui aprilie și sosește în locurile de cuibărit din vestul și centrul Europei în a doua jumătate a lui aprilie, primele păsări sosesc în Finlanda și în partea europeană a Rusiei la începutul lui mai. Masculii sosesc și își stabilesc teritoriul de cuibărit cu o săptămână înainte de femele.
Apariții accidentale au fost înregistrate în timpul vagabondajului în centrul Siberiei, Japonia, Seișele (inclusiv în insulele Aldabra și Amirante), Madeira, Islanda, insulele Feroe, Portugalia și Kuweit.

### România și Republica Moldova
În România și Republica Moldova pitulicea sfârâitoare este o specie comună, oaspete de vară. În România trecerile spre nord, în zona de coastă a Mării Negre, au loc în aprilie, iar cele de toamnă se prelungesc până în octombrie. În zonele de clocit, populațiile ce rămân în România sunt prezente începând din prima decadă a lunii aprilie în sudul extracarpatic, iar în interiorul Carpaților ajung în a doua decadă sau chiar în a treia a lunii aprilie. Plecările spre sud au loc începând de la sfârșitul lunii august, începutul lunii septembrie.
După Dombrowski pitulicea sfârâitoare sosește de regulă în România abia la finele lui aprilie ori începutul lui mai și părăsește țara în septembrie.
Data sosirii și plecării pitulicii sfârâitoare în România după Dombrowski (1912).
| Anul  | Primul exemplar | Ultimul exemplar |
| ----- | --------------- | ---------------- |
| 1896. | —               | 15.IX.           |
| 1897. | 19.IV.          | —                |
| 1898. | 1.V.            | 20.IX.           |
| 1899. | 20.IV.          | 14.IX.           |
| 1900. | 13.IV.          | —                |
| 1901. | 17.IV.          | 12.IX.           |
| 1902. | 19.IV.          | 21.IX.           |
| 1903. | 15.IV.          | —                |
| 1904. | 22.IV.          | 19.IX.           |
| 1905. | 18.IV.          | 17.IX.           |
| 1906. | 3.V.            | —                |
| 1907. | 1.V.            | —                |
| 1908. | 22.IV.          | 20.IX.           |
| 1909. | 3.V.            | 23.IX.           |

În Republica Moldova pitulicea sfârâitoare sosește primăvara la sfârșitul lunii aprilie, iar la sfârșitul lunii septembrie până la mijlocul lui octombrie migrează în ținuturile sudice la iernat. După Averin și Ganea pitulicea sfârâitoare sosește în Moldova în a doua decadă a lunii aprilie. Cea mai timpurie sosire a acestor păsări a fost înregistrată la 8 aprilie 1968 (ocolul silvic din Lozova din raionul Nisporeni); în 1960, în livada colhozului "Fructovîi Donbass" din raionul Dubăsari la 12 aprilie; în 1956 la stația agrobiologică a Institutului Pedagogic de la Tiraspol la 16 aprilie. Toamna plecările spre sud încep la sfârșitul lunii septembrie și continuă până la jumătatea lunii octombrie. În timpul pasajelor pitulicile sfârâitoare sunt mai puține față de alte specii de pitulici.
Data apariției pitulicilor sfârâitoare în Republica Moldova.
| Locul observației                                      | Data apariției primilor indivizi |
| ------------------------------------------------------ | -------------------------------- |
| Stația agrobiologică a Institutului Pedagogic Tiraspol | 16.IV.1956                       |
| Ocolul silvic din Lozova din raionul Nisporeni         | 14.IV.1957                       |
| Livada din Coșnița din raionul Dubăsari                | 18.IV.1958                       |
| Pădurea Pîrîta (Pererîta) din raionul Dubăsari         | 15.IV.1959                       |
| Livada din Coșnița din raionul Dubăsari                | 12.IV.1960                       |
| or. Chișinău                                           | 17.IV.1961                       |
| Pădurea Chițcani din raionul Tiraspol                  | 11.IV.1963                       |
| or. Chișinău                                           | 15.IV.1964                       |
| Împrejurimile satului Ciumai din raionul Comrat        | 15.IV.1965                       |
| or. Chișinău                                           | 13.IV.1966                       |
| Ocolul silvic din Lozova din raionul Nisporeni         | 14.IV.1967                       |
| Ocolul silvic din Lozova din raionul Nisporeni         | 8.IV.1968                        |

## Statutul și conservarea

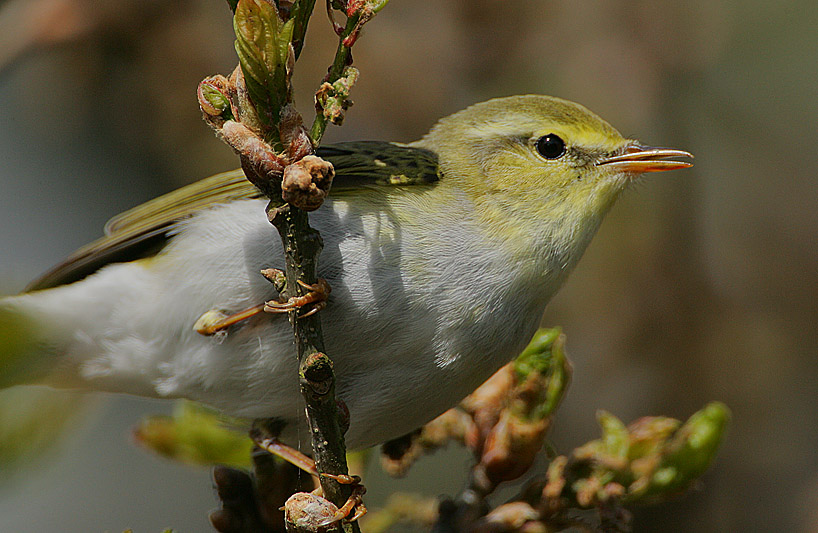
Pitulicea sfârâitoare în Scoţia

Specia nu este amenințată cu dispariția la nivel global (LC după criteriile IUCN). În unele locuri este numeroasă.
Populația cuibăritoare din Europa este estimată la 7.060.000-11.100.000 perechi, ceea ce echivalează cu 14.100.000-22.100.000 de indivizi maturi. Europa formează circa 80% din arealul global, astfel încât o estimare foarte preliminară a mărimii populației globale este de 17.600.000-27.600.000 indivizi maturi, deși este necesară o validarea ulterioară a acestei estimări. Cele mai mari populații se află în Rusia, Ucraina, Bielorusia, Letonia și Polonia. În nordul și vestul Europei, specia a suferit un declin numeric între 1980 și 2013, drept urmare întreaga populație a fost afectată, dar actual este stabilă.
În România se estimează că efectivul acestei specii este reprezentat de 250.000-700.000 de perechi cuibăritoare, și această populație este considerată a fi stabilă. În Republica Moldova este o specie comună cu efectiv moderat, constant, estimat la 8-12 perechi /10 ha. Populația din Republica Moldova este estimată la 4.000-6.000 de perechi cuibăritoare.
Există unele dovezi a expansiunii în nordul arealului, în Norvegia și Finlanda, dar această extindere este considerată în general că este limitată de temperaturile de la începutul verii, și coincide cu ameliorarea climatică de la începutul anilor 1960. Începând cu anii 1980 cuibărește anual și în număr tot mai mare în Irlanda.
Sunt observate fluctuații importante, specia poate să fie într-un an frecventă într-o pădure și rară în anul următor fără vreo modificare a pădurii sau a structurii acesteia, apoi revine la densitățile inițiale în alt an. Probabil acest lucru este legat de condițiile de iernare sau de pasaj. Variațiile efectivilor sunt mai pronunțate în biotopurile mai puțin favorabile.
Populația europeană estimată de perechi cuibăritoare.
| Țara (sau teritoriul) | Populația estimată (perechi cuibăritoare) | Anul estimării |
| --------------------- | ----------------------------------------- | -------------- |
| Albania               | 0-100                                     | 2002-2012      |
| Austria               | 20.000-40.000                             | 2001-2012      |
| Bielorusia            | 1.200.000-1.500.000                       | 2001-2012      |
| Belgia                | 13.000-14.000                             | 2008-2012      |
| Bosnia și Herțegovina | 2.000-4.000                               | 2010-2014      |
| Bulgaria              | 8.000-15.000                              | 2005-2012      |
| Croația               | ≥500                                      | 2014           |
| Republica Cehă        | 70.000-140.000                            | 2012           |
| Danemarca             | 4.200                                     | 2011           |
| Estonia               | 500.000-650.000                           | 2008-2012      |
| Finlanda              | 120.000-220.000                           | 2006-2012      |
| Franța                | 20.000-40.000                             | 2008-2012      |
| Georgia               | Prezentă                                  | -              |
| Germania              | 115.000-215.000                           | 2005-2009      |
| Grecia                | 500-2.000                                 | 2008-2012      |
| Ungaria               | 92.400-152.700                            | 2000-2012      |
| Rep. Irlanda          | 1-15                                      | 2008-2011      |
| Italia                | 10.000-40.000                             | 2010           |
| Kosovo                | 500-1.000                                 | 2009-2014      |
| Letonia               | 813.008-1.132.844                         | 2012           |
| Liechtenstein         | 20-30                                     | 2009-2014      |
| Lituania              | 300.000-600.000                           | 2008-2012      |
| Luxemburg             | 1.000-1.500                               | 2008-2012      |
| Macedonia             | 100-1.000                                 | 2001-2012      |
| Moldova               | 4.000-6.000                               | 2000-2010      |
| Muntenegru            | 1.000-1.500                               | 2002-2012      |
| Olanda                | 2.857-5.000                               | 2008-2011      |
| Norvegia              | 2.000-20.000                              | 2000-2013      |
| Polonia               | 1.300.000-1.700.000                       | 2008-2012      |
| România               | 250.000-700.000                           | 2010-2013      |
| Rusia                 | 1.000.000-2.100.000                       | 2000-2008      |
| Serbia                | 750-1.050                                 | 2008-2012      |
| Slovacia              | 100.000-200.000                           | 2002           |
| Slovenia              | 2.000-4.000                               | 2002-2012      |
| Spania                | 1                                         | 1998-2002      |
| Suedia                | 141.000-292.000                           | 2008-2012      |
| Elveția               | 5.000-13.000                              | 2008-2012      |
| Turcia                | 300-1.000                                 | 2013           |
| Ucraina               | 950.000-1.250.000                         | 2000           |
| Marea Britanie        | 5.900-7.000                               | 2009           |
| Uniunea Europeană     | 3.890.000-6.180.000                       | -              |
| Europa                | 7.060.000-11.100.000                      | -              |